# Cloud 7
| Recensione | Giudizio |
| ---------- | -------- |
| AllMusic   | [ 1 ]    |

Cloud 7 è un album in studio del cantante statunitense Tony Bennett, pubblicato nel marzo del 1955.

## Tracce

### LP
Lato A
1. I Fall in Love Too Easily – 2:47 (Sammy Cahn, Jule Styne) – Registrato il 6 agosto 1954 a New York
2. My Baby Just Cares for Me – 2:21 (Gus Kahn, Walter Donaldson) – Registrato il 22 dicembre 1954 a New York
3. My Heart Tells Me (Should I Believe My Heart?) – 4:52 (Mack Gordon, Harry Warren) – Registrato il 22 dicembre 1954 a New York
4. Old Devil Moon – 2:52 (Yip Harburg, Burton Lane) – Registrato il 6 agosto 1954 a New York
5. Love Letters – 2:31 (Edward Heyman, Victor Young) – Registrato l'11 agosto 1954 al CBS 30th Street Studio di New York

Lato B
1. My Reverie – 2:15 (Larry Clinton) – Registrato l'11 agosto 1954 al CBS 30th Street Studio di New York
2. Give Me the Simple Life – 4:10 (Harry Ruby, Rube Bloom) – Registrato il 22 dicembre 1954 a New York
3. While the Music Plays On – 4:32 (Irving Mills, Lupin Fein, Emery Heim) – Registrato l'11 agosto 1954 al CBS 30th Street Studio di New York
4. I Can't Believe That You're in Love with Me – 3:07 (Clarence Gaskill, Jimmy McHugh) – Registrato il 22 dicembre 1954 a New York
5. Darn That Dream – 3:18 (Eddie De Lange, Jimmy Van Heusen) – Registrato l'11 agosto 1954 al CBS 30th Street Studio di New York[3]

## Musicisti
I Fall in Love Too Easily / Old Devil Moon
- Tony Bennett - voce
- Chuck Wayne - chitarra, arrangiamenti
- Dave Schildkraut - sassofono alto
- Al Cohn - sassofono tenore
- Charles Panely - tromba
- Gene DiNovi - pianoforte
- Clyde Lombardi - contrabbasso
- Sonny Igoe - batteria

My Baby Just Cares for Me / My Heart Tells Me (Should I Believe My Heart?) / Give Me the Simple Life / I Can't Believe That You're in Love with Me
- Tony Bennett - voce
- Chuck Wayne - chitarra
- Dave Schildkraut - sassofono alto
- Caesar DiMauro - sassofono tenore
- Harvey Leonard - pianoforte
- Clyde Lombardi - contrabbasso
- Ed Shaughnessy - batteria
- Charles Panely - arrangiamenti

Love Letters / My Reverie / While the Music Plays On / Darn That Dream
- Tony Bennett - voce
- Chuck Wayne - chitarra, arrangiamenti
- Dave Schildkraut - sassofono alto
- Caesar DiMauro - sassofono tenore
- Charles Panely - tromba
- Harvey Leonard - pianoforte
- Clyde Lombardi - contrabbasso
- Ed Shaughnessy - batteria[3]